# Pittosporum ornatum
Pittosporum ornatum là một loài thực vật thuộc họ Pittosporaceae. Đây là loài đặc hữu của New Caledonia.